# Trichoderma varians
Trichoderma varians är en svampart som beskrevs av Sartory & Bainier 1912. Trichoderma varians ingår i släktet Trichoderma och familjen Hypocreaceae.   Inga underarter finns listade i Catalogue of Life.